# Акио, Уильям
Уильям Акио (англ. William Akio; род. 23 июля 1998, Найроби) — южносуданский футболист, нападающий клуба «Кавалри» и национальной сборной Южного Судана.

## Биография
Родился в кенийском городе Найроби в лагере беженцев в южносуданской семье, которая была вынуждена покинуть родину из-за Второй гражданской войны в Судане. Позже вместе с родителями переехал в Канаду в город Калгари. Отец стал работать лесорубом, а мать горничной. Младший брат Виктор Лотури тоже профессиональный футболист, игрок национальной сборной Канады.

## Карьера

### Начало карьеры
В 2016 году поступил в Технологический институт Южной Альберты, где стал выступать там за футбольную команду. В 2017 году присоединился к канадскому клубу «Калгари Футхиллс», за который выступал в рамках ЮСЛ ПДЛ. Через год футболист также присоединился к американской команде «ЮТ Рио-Гранде Валлей Вакейрос» при Техасском университете долины Рио-Гранде. Также продолжал выступать за «Калгари Футхиллс».

### «Валор»
В мае 2021 года футболист перешёл в канадский клуб «Валор». Дебютировал за клуб 27 июня 2021 года в матче против клуба «Фордж», выйдя на замену на 68 минуте. В следующем матче 1 июля 2021 года против клуба «Галифакс Уондерерс» футболист забил свой дебютный гол. В матче 25 августа 2021 года против клуба «Эдмонтон» забил свой первый дубль. На протяжении сезона футболист был одним из ключевых игроков клуба. В предпоследнем туре чемпионата 30 октября 2021 года против клуба «Кавалри» забил свой очередной дубль. В дебютном сезоне отличился за клуб 8 забитыми голами и 4 результативными передачами вор всех турнирах.
Новый сезон за клуб начал с матча 10 апреля 2022 года против клуба «Эдмонтон». Первыми результативными действиями за клуб отличился 24 апреля 2022 года в матче против клуба «Атлетико Оттава», оформив дубль из голевых передач. Первый в сезоне гол забил 5 июня 2022 года в ответном матче против клуба «Эдмонтон». В июле 2022 года футболист покинул клуб в роли второго бомбардира за всю его историю с 10 забитыми голами на тот момент.

### «Росс Каунти»
В июле 2022 года футболист перешёл в шотландский клуб «Росс Каунти», с которым заключил трёхлетний контракт. Дебютировал за клуб 23 июля 2022 года в матче Кубка шотландской лиги против клуба «Ист Файф», выйдя на замену на 30 минуте и позже оформив дубль из результативных передач. В августе 2022 года футболист получил травму колено, вследствие чего был прооперирован и выбыл из распоряжения клуба. После восстановления от травмы свой дебютный матч в рамках шотландского Премьершипа сыграл 3 сентября 2022 года против клуба «Абердин», также забив свой дебютный гол. На протяжении сезона футболист преимущественно выступал как игрок замены.

#### Аренда в «Рэйт Роверс»
В январе 2023 года футболист на правах арендного соглашения присоединился к шотландскому клубу «Рэйт Роверс» до конца сезона. Дебютировал за клуб 28 января 2023 года в матче против клуба «Инвернесс Каледониан Тисл», выйдя на замену на 73 минуте. Дебютный гол за клуб забил 8 февраля 2023 года в матче против клуба «Данди» в рамках полуфинала Шотландского кубка вызова, взяв вверх в серии пенальти и выйдя в финал турнира. В следующем матче 17 февраля 2023 года против клуба «Куинз Парк» забил свой первый гол в чемпионате. В мае 2023 года по окончании срока действия арендного соглашения покинул клуб.

### «Кавалри»
В июле 2023 года футболист перешёл в канадский клуб «Кавалри», с которым подписал контракт до конца 2025 года. Дебютировал за клуб 23 июля 2023 года в матче против клуба «Ванкувер», выйдя на замену на 76 минуте. Дебютный гол за клуб забил 5 августа 2023 года в матче против клуба «Фордж». В следующем матче 12 августа 2023 года против клуба «Валор» отличился забитым дублем. Основной этап чемпионата на первом месте, выйдя в раунд плей-офф. В финале плей-офф 29 октября 2023 года в дополнительное время уступил клубу «Фордж» и стал серебряным призёром канадской Премьер-лиги. За сезон футболист отличился 5 забитыми голами.
Новый сезон футболист начал с матча 22 февраля 2024 года в рамках Лиги чемпионов КОНКАКАФ против американского клуба «Орландо Сити», выйти на поле в стартовом составе.

## Международная карьера
В июне 2021 года футболист получил вызов в национальную сборную Южного Судана. На протяжении года футболист неоднократно вызывался в сборную, однако так за неё и не дебютировал. Дебютировал за сборную 27 января 2022 года в товарищеском матче против сборной Узбекистана.